# Aldeatejada
Aldeatejada település Spanyolországban, Salamanca tartományban. Aldeatejada Salamanca, Arapiles, Miranda de Azán, Mozárbez, San Pedro de Rozados, Barbadillo és Carrascal de Barregas községekkel határos. Lakosainak száma 2587 fő (2024).

## Népesség
A település népessége az elmúlt években az alábbi módon változott:
| Lakosok száma | 664  | 800  | 1040 | 1290 | 1499 | 1673 | 1878 | 2064 | 2417 | 2587 |
|               | 2001 | 2004 | 2007 | 2009 | 2012 | 2014 | 2017 | 2019 | 2022 | 2024 |